# Кочергін Сергій Олексійович
Сергій Олексійович Кочергін (липень 1899, місто Москва, тепер Російська Федерація — березень 1959, місто Ставрополь, тепер Російська Федерація) — радянський партійний діяч, 1-й секретар Мордовського обласного комітету ВКП(б), голова Молотовського (Пермського) облвиконкому. Депутат Верховної ради СРСР 2-го скликання.

## Біографія
Народився в липні 1899 року в родині робітника. З 1908 до 1911 року навчався в початковій школі в Москві.
У 1917—1918 роках — розсильний магазину купця Средникова.
У 1918—1919 роках — секретар товариського суду Серпуховського повітового профспілкового бюро Московської губернії.
Член РКП(б) з 1919 року.
З 1919 до січня 1922 року — інструктор Серпуховського повітового комітету РКП(б) Московської губернії.
З січня 1922 до січня 1923 року служив рядовим 39-го стрілецького полку Червоної армії.
У січні — листопаді 1923 року — слухач курсів бухгалтерів Московської спілки споживчих товариств.
У листопаді 1923 — 1925 року — інструктор Московської спілки споживчих товариств.
У 1925 — квітні 1928 року — керуючий Серпуховського відділення Московської спілки споживчих товариств.
У квітні 1928 — жовтні 1929 року — заступник голови правління Серпуховського центрального робітничого кооперативу.
У жовтні 1929 — березні 1932 року — голова виконавчого комітету Таруської районної ради Московської області.
У березні — грудні 1932 року — голова виконавчого комітету Сараєвської районної ради Московської області.
У грудні 1932 — серпні 1934 року — голова виконавчого комітету Кесовогорської районної ради Московської області.
У вересні 1934 — вересні 1937 року — слухач Всесоюзної академії соціалістичного землеробства в Москві.
У вересні 1937 — жовтні 1938 року — директор Свердловського обласного тресту овочерадгоспів.
У жовтні 1938 — квітні 1942 року — завідувач Молотовського обласного земельного відділу.
З квітня до жовтня 1942 року — 3-й секретар Молотовського обласного комітету ВКП(б).
У жовтні 1942 — жовтні 1944 року — голова виконавчого комітету Молотовської (Пермської) обласної ради депутатів трудящих.
З 1944 до 1945 року — в апараті ЦК ВКП(б) у Москві.
У 1945 — грудні 1948 року — 1-й секретар Мордовського обласного комітету ВКП(б). Одночасно з 1945 до грудня 1948 року — 1-й секретар Саранського міського комітету ВКП(б).
У 1949—1952 роках — представник Ради у справах колгоспів при Раді міністрів СРСР по Воронезькій області.
У 1952—1953 роках — представник Ради у справах колгоспів при Раді міністрів СРСР по Ставропольському краю.
З 1953 року — завідувач Ставропольського крайового відділу соціального забезпечення.
Помер у березні 1959 року.